# Domingo Barnés Salinas
Domingo Barnés Salinas (Sevilla, 1879-Ciudad de México, 1940) fue un político y pedagogo español, ministro de Instrucción Pública y Bellas Artes durante la Segunda República.

## Biografía
Miembro de la llamada segunda generación de la Institución Libre de Enseñanza, o también «hijos de Giner», hizo estudios de paidología y se dedicó a la política escolar. Precursor de la educación para la paz, propuso una "carta mínima de educación internacional". Fue jefe de redacción entre 1918 y 1920, sucediendo a Julián Juderías, de la publicación hemerográfica dirigida por el institucionista Francisco Acebal La Lectura (Revista de Ciencias y de Artes) (1901-1920), prestigiosa tribuna de opinión de un determinado sector de jóvenes liberales. Esta revista, junto a la anterior La España Moderna (1889-1914) y la posterior Revista de Occidente (1923) generaron de forma dependiente una editorial. Barnés, secretario y posteriormente director del Museo Pedagógico al sustituir a Manuel Bartolomé Cossío, irradió desde este centro las ideas y proyectos institucionistas; y su labor en pro de la educación se vio plenamente realizada al ser profesor de la Escuela de Estudios Superiores de Magisterio, desde donde culminó su proyecto de signo reformista. Si Francisco Acebal fue quien creó y fomentó en Madrid la editorial La Lectura C. de Velasco y Cía., que él mismo dirigió, en ella fue redactor Domingo Barnés, el alma verdadera de la editorial La Lectura, y su influencia alcanzó a las dos colecciones que se publicaron en ella y que respectivamente respondieron a los principios institucionistas de «educar» y «regenerar»: las «bibliotecas» de Ciencia y Educación que en sus varias secciones abordaba el problema pedagógico y logró, con eficacia, satisfacer las necesidades primordiales de la enseñanza; y Clásicos Castellanos, que eran ediciones de obras de la Literatura española, pero siguiendo la metodología y el rigor filológico del Centro de Estudios Históricos, porque los responsables de estas ediciones eran eminentes filólogos formados en este organismo institucionista y colaboradores asiduos de este. De esta colección fueron sus promotores y animadores los dos discípulos más cercanos a Ramón Menéndez Pidal, miembros de la mencionada «escuela lingüística española»: Américo Castro y Tomás Navarro Tomás. Cuando en 1930 la editorial Espasa-Calpe adquirió la colección «Clásicos castellanos», el pedagogo Domingo Barnés se incorporó en ella como director de esta biblioteca y tradujo hacia 1915 La escuela y la sociedad (1899) del pedagogo y filósofo John Dewey, como señaló Lorenzo Luzuriaga.
Domingo Barnés fue ministro de Instrucción Pública en 1933 e interino de Justicia en ese mismo año. Impulsó la creación en ese mismo año de la Escuela Nacional de Educación Física (ENEF), integrada en la Universidad de Madrid y dependiente de la Facultad de Medicina y de la Sección de Pedagogía de la Facultad de Filosofía y Letras. Los aspirantes a ingresar en la misma debían tener el título de Bachiller o el de Maestros de Primera Enseñanza.
La depuración como catedrático, después de la guerra civil, sin lugar a proceso contradictorio alguno, se produjo mediante Orden Ministerial en febrero de 1939, junto a otros catedráticos:

«... se separa definitivamente por ser pública y notoria la desafección de los catedráticos universitarios que se mencionarán al nuevo régimen implantado en España, no solamente por sus actuaciones en las zonas que han sufrido y en las que sufren la dominación marxista, sino también por su pertinaz política antinacionalista y antiespañola en los tiempos precedentes al Glorioso Movimiento Nacional. La evidencia de sus conductas perniciosas para el país hace totalmente inútiles las garantías procesales que, en otro caso constituyen la condición fundamental en todo enjuiciamiento, y por ello, este Ministerio ha resuelto separar definitivamente del servicio y dar de baja en sus respectivos escalafones a los señores: Luis Jiménez de Asúa, Fernando de los Ríos Urruti, Felipe Sánchez Román y José Castillejo Duarte, catedráticos de Derecho; José Giral Pereira, catedrático de Farmacia; Gustavo Pittaluga Fattorini y Juan Negrín López, catedráticos de Medicina; Blas Cabrera Felipe, catedrático de Ciencias; Julián Besteiro Fernández, José Gaos González Pola y Domingo Barnés Salinas, catedráticos de Filosofía y Letras, todos ellos de la Universidad de Madrid. Pablo Azcárate Flórez, Demófilo de Buen Lozano, Mariano Gómez González y Wenceslao Roces Suárez, catedráticos excedentes de Derecho.»
Orden del 3 de febrero de 1939, Ministerio de Educación Nacional.

## Obras
- Fuentes para el estudio de la Paidología
- Ensayos de Pedagogía y Filosofía
- El desenvolvimiento del niño
- La educación de la adolescencia.